# Lista de ministros da Defesa do Brasil
Esta é uma lista de ministros da Defesa do Brasil.

## Nova República(6.ª República)
| Nº | Foto                 | Nome                              | Início                  | Fim                     | Presidente                | Ref.   |
| -- | -------------------- | --------------------------------- | ----------------------- | ----------------------- | ------------------------- | ------ |
| 1  |                      | Élcio Álvares                     | 10 de junho de 1999     | 24 de janeiro de 2000   | Fernando Henrique Cardoso | [ 2 ]  |
| 2  |                      | Geraldo Magela da Cruz Quintão    | 24 de janeiro de 2000   | 1 de janeiro de 2003    | Fernando Henrique Cardoso | [ 3 ]  |
| 3  |                      | José Viegas Filho                 | 1 de janeiro de 2003    | 8 de novembro de 2004   | Luiz Inácio Lula da Silva | [ 4 ]  |
| 4  |                      | José Alencar                      | 8 de novembro de 2004   | 31 de março de 2006     | Luiz Inácio Lula da Silva | [ 5 ]  |
| 5  |                      | Waldir Pires                      | 31 de março de 2006     | 25 de junho de 2007     | Luiz Inácio Lula da Silva | [ 6 ]  |
| 6  |                      | Nelson Jobim                      | 25 de junho de 2007     | 31 de dezembro de 2010  | Luiz Inácio Lula da Silva | [ 7 ]  |
| 6  | 1 de janeiro de 2011 | Nelson Jobim                      | 4 de agosto de 2011     | Dilma Rousseff          |                           | [ 7 ]  |
| 7  |                      | Celso Amorim                      | 4 de agosto de 2011     | Dilma Rousseff          | 1 de janeiro de 2015      | [ 8 ]  |
| 8  |                      | Jaques Wagner                     | 1 de janeiro de 2015    | Dilma Rousseff          | 8 de outubro de 2015      | [ 9 ]  |
| 9  |                      | Aldo Rebelo                       | 8 de outubro de 2015    | Dilma Rousseff          | 12 de maio de 2016        | [ 10 ] |
| 10 |                      | Raul Jungmann                     | 12 de maio de 2016      | 27 de fevereiro de 2018 | Michel Temer              | [ 11 ] |
| 11 |                      | Joaquim Silva e Luna              | 27 de fevereiro de 2018 | 1 de janeiro de 2019    | Michel Temer              | [ 12 ] |
| 12 |                      | Fernando Azevedo e Silva          | 1 de janeiro de 2019    | 29 de março de 2021     | Jair Bolsonaro            | [ 13 ] |
| 13 |                      | Walter Braga Netto                | 29 de março de 2021     | 1 de abril de 2022      | Jair Bolsonaro            | [ 14 ] |
| 14 |                      | Paulo Sérgio Nogueira de Oliveira | 1 de abril de 2022      | 31 de dezembro de 2022  | Jair Bolsonaro            | [ 15 ] |
| 15 |                      | José Múcio                        | 1 de janeiro de 2023    | —                       | Luiz Inácio Lula da Silva | [ 16 ] |